# Two White Arms
Pour plus de détails, voir Fiche technique et Distribution.
Two White Arms est un film britannique réalisé par Fred Niblo, sorti en 1932.

## Fiche technique
- Titre : Two White Arms
- Réalisation : Fred Niblo
- Scénario : Harold Dearden (en)
- Photographie : Henry W. Gerrard et Henry Harris (en)
- Pays de production : Royaume-Uni
- Format : Noir et blanc - 1,37:1 - Mono
- Genre : comédie
- Durée : 81 minutes
- Date de sortie : 1932

## Distribution
- Adolphe Menjou : Maj. Carey Liston
- Margaret Bannerman : Lydie Charrington
- Claud Allister : Dr Biggash
- Jane Baxter : Alison Drury
- Kenneth Kove (en) : Bob Russell
- Ellis Jeffreys (en) : Lady Ellerslie
- Rene Ray (en) : Trixie
- Jean Cadell : Mme Drury
- Henry Wenman (en) : Mears
- Spencer Trevor (en) : Sir George
- Melville Cooper : Mack